# Georg Bergmann
Georg Bergmannn, (1821 i Celle – 1870) var en tysk maler, der især er kendt for sine historiske og bibelske motiver. Han studerede på Kunstakademie Düsseldorf fra 1843 til 1847. 
- Bergmanns maleri Karl 5. i kloster